# Ceará SC
Ceará Sporting Club – brazylijski klub piłkarski z siedzibą w mieście Fortaleza, stolicy stanu Ceará.
Ceará należy do najbardziej zasłużonych klubów w północno-wschodniej Brazylii wraz z takimi klubami jak EC Bahia, Santa Cruz FC, Sport Recife, Náutico Capibaribe, EC Vitória czy derbowy rywal Fortaleza EC. W swoim stanie klub ten, związany z ludźmi pochodzącymi z niższych warstw społeczeństwa, osiągnął największą popularność – stąd przydomek klubu brzmiący „O Mais Querido” (czyli „najbardziej ukochany”).

## Osiągnięcia
- Mistrz stanu Ceará (Campeonato Cearense) (45): 1915, 1916, 1917, 1918, 1919, 1922, 1925, 1931, 1932, 1939, 1941, 1942, 1948, 1951, 1957, 1958, 1961, 1962, 1963, 1971, 1972, 1975, 1976, 1977, 1978, 1980, 1981, 1984, 1986, 1989, 1990, 1992, 1993, 1996, 1997, 1998, 1999, 2002, 2006, 2011, 2012, 2013, 2014, 2017, 2018
- Puchar północno-wschodniej Brazylii (Copa Norte-Nordeste): 1969
- Finał pucharu Brazylii (Copa do Brasil): 1994
- Udział w Copa CONMEBOL: 1995

## Historia
Klub założony został 2 czerwca 1914 roku pod nazwą Rio Branco Football Club. Założycielami klubu byli: Gilberto Gurgel, Walter Barroso, Raimundo Justa, Newton Rôla, Bolívar Purcell, Aluísio Mamede, Orlando Olsen, José Elias Romcy, Isaías Façanha de Andrade, Raimundo Padilha, Rolando Emílio, Meton Alencar Pinto, Gotardo Morais, Artur de Albuquerque, Luís Esteves Júnior, Cincinato Costa, Carlos Calmon oraz Eurico Medeiros.
W 1915 roku klub zmienił nazwę na do dziś używaną – Ceará Sporting Club. W latach 1915–1919 Ceará pięć razy z rzędu wygrała mistrzostwo miasta Fortaleza (Torneios Metropolitanos). Pierwsze mistrzostwo stanu (Campeonato Cearense) klub zdobył w 1922 roku, a w latach 1961–1963 klub został stanowym mistrzem trzy razy z rzędu.
W roku 1969 Ceará wygrała puchar północno-wschodniej Brazylii (Copa Norte-Nordeste), a dwa lata później uzyskała prawo gry w pierwszej edycji pierwszej ligi brazylijskiej (Campeonato Brasileiro Série A). Debiut był całkowicie nieudany i klub zajął ostatnie miejsce. Niepowodzenie w lidze brazylijskiej klub powetował sobie wkrótce czterema wygranymi mistrzostwami stanu w latach 1975–1978.
W roku 1985 Ceará zajęła 7. miejsce w pierwszej lidze brazylijskiej (Campeonato Brasileiro Série A), co jest jak dotąd największym osiągnięciem klubu w rozgrywkach pierwszoligowych.
W roku 1994 Ceará dotarła do finału pucharu Brazylii (Copa do Brasil), gdzie przegrała z Grêmio. W następnym roku klub wziął udział w Copa CONMEBOL 1995, stając się pierwszym klubem ze stanu Ceará, który uzyskał prawo reprezentowania Brazylii w międzynarodowym turnieju. W roku 2005 w pucharze Brazylii Ceará dotarła do półfinału, gdzie nie sprostała klubowi Fluminense FC.

### Piłkarze w historii klubu
- Josimar
- Iarley
- Mota
- Sérgio Alves
- Gildo
- Tiquinho